# Tora Berger
Tora Berger (Ringerike, Noruega 1981) és una biatleta noruega, ja retirada, guanyadora de quatre medalles olímpiques.

## Biografia
Va néixer el 18 de març de 1981 a la ciutat de Ringerike, població situada al comtat de Buskerud (Noruega), si bé de petita es traslladà a Lesja (comtat d'Oppdal).
És germana del també biatleta i medallista olímpic Lars Berger.

## Carrera esportiva

### Jocs Olímpics
Va participar, als 24 anys, en els Jocs Olímpics d'Hivern de 2006 realitzats a Torí (Itàlia), on va participar en les cinc proves disputades, aconseguint un cinquè lloc en la prova de relleus per equips com a resultat més destacat, i aconseguint així un diploma olímpic.
En els Jocs Olímpics d'Hivern de 2010 realitzats a Vancouver (Canadà) aconseguí guanyar la medalla d'or en la prova individual femenina de 15 quilòmetres, finalitzant així mateix quarta en la prova de relleus per equips i cinquena en la prova dels 10 quilòmetres persecució com a resultats més destacats.
En els Jocs Olímpics d'Hivern de 2014 realitzats a Sotxi (Rússia) aconseguí guanyar la medalla d'or en la prova mixta per equips (en la primera edició que aquesta modalitat formava part del programa olímpic), la medalla de plata en els 10 quilòmetres persecució i la medalla de bronze en la prova per equips femenina. En finalitzar la competició olímpica anuncià la seva retirada de l'esport.

### Campionat del Món
Al llarg de la seva carrera ha guanyat divuit medalles en el Campionat del Món de biatló, vuit d'elles d'or. L'any 2001 aconseguí fer-se, així mateix, amb una medalla de bronze en el Campionat del Món júnior.

### Copa del Món
| Season  | General | General | General | Esprint | Esprint | Esprint | Persecució | Persecució | Persecució | Individual | Individual | Individual | Sortida massiva | Sortida massiva | Sortida massiva |
| Season  | Curses  | Pts     | Posició | Curses  | Pts     | Posició | Curses     | Punts      | Posició    | Curses     | Pts        | Posició    | Curses          | Pts             | Posició         |
| ------- | ------- | ------- | ------- | ------- | ------- | ------- | ---------- | ---------- | ---------- | ---------- | ---------- | ---------- | --------------- | --------------- | --------------- |
| 2002–03 | 11/23   | 1       | 68a     | 5/9     | 1       | 65a     | 4/7        | –          | –          | 2/3        | –          | –          | 0/4             | –               | –               |
| 2003–04 | -       | -       | -       | –       | –       | –       | –          | –          | –          | –          | –          | –          | –               | –               | –               |
| 2004–05 | 26/27   | 389     | 17a     | 10/10   | 160     | 13a     | 8/9        | 102        | 21a        | 4/4        | 64         | 14a        | 4/4             | 47              | 21st            |
| 2005–06 | 20/26   | 253     | 22a     | 9/10    | 104     | 22a     | 6/8        | 75         | 26a        | 2/3        | 20         | 33a        | 3/5             | 54              | 23a             |
| 2006–07 | 25/27   | 450     | 14a     | 9/10    | 175     | 12a     | 8/8        | 124        | 16a        | 3/4        | 92         | 5a         | 5/5             | 53              | 24a             |
| 2007–08 | 24/26   | 664     | 6a      | 9/10    | 271     | 6a      | 8/8        | 238        | 4a         | 2/3        | 40         | 15a        | 5/5             | 102             | 12a             |
| 2008–09 | 23/26   | 894     | 3a      | 9/10    | 352     | 3a      | 7/7        | 246        | 2a         | 3/4        | 122        | 3a         | 4/5             | 146             | 6a              |
| 2009–10 | 20/25   | 564     | 12a     | 9/10    | 215     | 15a     | 4/6        | 101        | 24a        | 2/4        | 87         | 13a        | 5/5             | 139             | 9a              |
| 2010–11 | 24/26   | 963     | 4a      | 9/10    | 356     | 3a      | 6/7        | 268        | 4a         | 4/4        | 133        | 4a         | 5/5             | 206             | 3a              |
| 2011–12 | 26/26   | 1054    | 3a      | 10/10   | 373     | 4a      | 8/8        | 361        | 3a         | 3/3        | 108        | 5a         | 5/5             | 241             | 2a              |
| 2012–13 | 26/26   | 1234    | 1a      | 10/10   | 428     | 1a      | 8/8        | 417        | 1a         | 3/3        | 168        | 1a         | 5/5             | 262             | 1a              |
| 2013–14 | 22/22   | 856     | 2a      | 9/9     | 361     | 2a      | 8/8        | 319        | 2a         | 2/2        | 58         | 9a         | 3/3             | 121             | 4a              |